# 高塚正也
高塚 正也（たかつか まさや、1969年8月15日 - ）は、日本の男性声優、ナレーター。兵庫県加古川市出身。青二プロダクション所属。

## 略歴
声優への転職のきっかけは、「自分の中の負の連鎖を断ち切ろう」と思ったからで、声優を選んだきっかけは、テレビアニメ『熱血最強ゴウザウラー』を観ており、泣けるほど心から「良いなぁ」と思ったからである。
青二塾大阪校12期卒。

## 人物
方言は関西弁。
2012年3月4日に声優の根本圭子と結婚したことを、翌5日にTwitterで報告した。
趣味はスキー、スノーボード。

## 出演
太字はメインキャラクター。

### テレビアニメ
1997年
- ゲゲゲの鬼太郎（第4作）（1997年 - 1998年、作業員、男子学生B）
- 中華一番!（受験者D、試験官C、店員A、料理人B、不良B、観客A、兵士、セイヨの手下A）
- 超魔神英雄伝ワタル（1997年 - 1998年、瓦版屋、鴨）
- フォーチュンクエストL（泥棒、男、部下、町の人）

1998年
- 守護月天!（ソファー、体育館、ディレクター、冷蔵庫）
- セイバーマリオネットJ to X（熊吉、現場監督）
- 遊☆戯☆王（委員）
- ヨシモトムチッ子物語（サブローマツムシ）
- ロスト・ユニバース（海賊A、管制塔の声、手下達、テロリストB、部下A）
- ロードス島戦記-英雄騎士伝-（ギャラック）

1999年
- ゴクドーくん漫遊記（沙悟浄）
- 週刊ストーリーランド（1999年 - 2001年、先生、機関士、社員1、アナウンサー、消防隊長、執事、男、現場監督、部下、家臣B）
- To Heart（会場係員、男子生徒、科学教師、少女の父、店員）
- 忍たま乱太郎（海賊）
- BLUE GENDER（上官）
- ベターマン（シュトルム、シンちゃん、男、刑事）
- Bビーダマン爆外伝V（アナウンサーボン、キャスターボン）
- 魔術士オーフェン Revenge（男A）
- ONE PIECE（1999年 - 2024年、ジョニー、Mr.5、Mr.4、イアン、ヴァン・オーガー、サウスバード、ゲダツ、フザ、ノラ、モンダ、ヨコヅナ、ティラノサウルス、ジャブラ、マミー、アバロ・ピサロ〈2代目〉 他）

2000年
- ヴァンドレッド（ブリッジクルーD）
- サクラ大戦TV
- 真・女神転生デビチル（ビビサナ、フランケン、ドッペルゲンガー・フランケン、コマイヌ〈うん〉、スチュパリデス）
- ファーブル先生は名探偵（手下、地元の警官、警官、通信係、仲間、作業員）
- マイアミ☆ガンズ（松元タクロー、青田三郎）
- 無敵王トライゼノン（幹部）

2001年
- グラップラー刃牙（ユリー・チャコフスキー、天内悠）
- Z.O.E Dolores, i（アブロ、チーフ）
- 超鋼鉄スピンドライガン（モジャビー）
- 逮捕しちゃうぞ SECOND SEASON（職員）
- テイルズ オブ エターニア THE ANIMATION（船員、キャンペーン雇い主、男B）
- ののちゃん（タブチ先生、スズキくんの父）
- PROJECT ARMS（同級生）
- RUN=DIM（三上秀山）
- RAVE（フランケン・ビリー）

2002年
- 犬夜叉（秋嵐）
- Witch Hunter ROBIN（ウィレム、ウィッチ）
- OVERMANキングゲイナー
- キディ・グレイド（犯人1）
- キャプテン翼（第3作）（次藤洋、ナポレオン、ゴンザレス、モネッティ監督）
- 真・女神転生Dチルドレン ライト&ダーク（オセ）
- 爆転シュート ベイブレード シリーズ（2002年 - 2003年、海川、モーゼス、スポンサーA） - 2シリーズ
- ハングリーハート WILD STRIKER（境・ジェファーソン・公司）
- フルメタル・パニック!（部下B）

2003年
- エアマスター（花井、馬場）
- 出撃!マシンロボレスキュー（捜査官）
- 神世紀伝マーズ（司令）
- PAPUWA（タンノ）
- FIRESTORM（サム・スコット）
- ふたつのスピカ（体育教官、西田先生）
- ボボボーボ・ボーボボ（イボジ、ノドチンコ、ゲハ、秘書、パギャ、グラン、広、インダス文明、王龍牙）

2004年
- エリア88（グレッグ・ゲイツ、管制官、パイロット）
- 機動戦士ガンダムSEED DESTINY（ヨアヒム・ラドル、馬場一尉〈総集編のみ〉）
- サムライガン（寅之助）
- 忘却の旋律（網元）

2005年
- 学園アリス（紫堂）
- 銀牙伝説WEED（ジェロム）
- B-伝説! バトルビーダマン 炎魂（トバック）

2006年
- 人造昆虫カブトボーグ V×V（ロバート）
- ちびまる子ちゃん（2006年 - 2024年、サンドイッチ伯爵、小山貯蔵〈2代目〉、中島さん、桃田さん 他）
- 半分の月がのぼる空（世古口鉄）
- 遊☆戯☆王デュエルモンスターズGX（プロフェッサー・コブラ）
- リングにかけろ1 日米決戦編（サブ・リーダー）

2007年
- アイシールド21（ジョンソン）
- 怪物王女（カリム）
- ゲゲゲの鬼太郎（第5作）（2007年 - 2009年、アラン、天狗、吉川、つるべ火、村人、虎男、家鳴り、ヒダル神、男性、蛇、工事業者）
- 電脳コイル（アナウンサー）
- ヒロイック・エイジ（エイオース、ウラニアス、議長）
- BLUE DRAGON（2007年 - 2009年、ブルードラゴン、ナレーション、アドミラル） - 2シリーズ
- MOONLIGHT MILE（ピート） - 2シリーズ
- レ・ミゼラブル 少女コゼット（シュニルディウ、隊長）

2008年
- ねぎぼうずのあさたろう（2008年 - 2009年、山賊、うな字の主人、お恋の父）
- 墓場鬼太郎（支配人、秘書、医師）
- 魔法遣いに大切なこと 〜夏のソラ〜（レスキュー）
- ロボディーズ 風雲篇（ロドリゲス）

2009年
- あにゃまる探偵 キルミンずぅ（2009年 - 2010年、怪人、高柳セイジ）
- 怪談レストラン（2009年 - 2010年、カッちゃん、スミダ、男の声、神主）
- 獣の奏者 エリン（ハガル、ムサ）
- こんにちは アン 〜Before Green Gables（エマーソン、ジェイソン、マイザー、医者）
- 戦場のヴァルキュリア（ギュンター）

2010年
- さらい屋 五葉（梅造）
- バトルスピリッツ ブレイヴ（バルガダ）

2011年
- 異国迷路のクロワーゼ The Animation（職人）
- ぬらりひょんの孫 千年魔京（陰陽師）
- バトルスピリッツ 覇王（トナカイ）
- レベルE（サド、江戸川博士〈江戸川蘭蔵〉、清水の父）

2012年
- キングダム（2012年 - 2024年、龐煖、ナレーション、徐完、ランカイ、左慈、尚鹿、尾到、松左、番陽、王建王、考烈王） - 5シリーズ
- GON -ゴン-（ヒポ）
- 新テニスの王子様（石田銀）
- 聖闘士星矢Ω（ゲオルゲス）
- ソードアート・オンライン（石像）
- 探検ドリランド（ポロン父）
- ひだまりスケッチ×ハニカム（キャスター）
- BRAVE10（祝詞）
- ONE PIECE エピソードオブナミ 〜航海士の涙と仲間の絆〜（ジョニー）

2013年
- 京騒戯画（一乗寺）
- 名探偵コナン（2013年 - 2020年、袖崎和友、末村良平）
- ONE PIECE エピソードオブメリー 〜もうひとりの仲間の物語〜（ジャブラ）

2014年
- 戦国無双SP 真田の章（直江兼続）
- ディスク・ウォーズ:アベンジャーズ（オオクマ・ジュウベエ、コットンマウス、アボミネーション）
- マジンボーン（モース）
- モモキュンソード（おじいさん）
- ONE PIECE “3D2Y” エースの死を越えて! ルフィ仲間との誓い（ビスタ）

2015年
- 影鰐-KAGEWANI-（2015年 - 2016年、船員、機長、車掌、タクシー運転手） - 2シリーズ
- 戦国無双（直江兼続）
- それが声優!（ディレクター）
- ドラゴンボール超（2015年 - 2017年、記者、付き人、大神官、銀河密猟団ボス、レンソウ、ハーミラ、ショウサ、チャッピル、ジラセン）
- ワールドトリガー（2015年 - 2021年、来馬辰也） - 3シリーズ
- ONE PIECE エピソードオブサボ 〜3兄弟の絆 奇跡の再会と受け継がれる意志〜（ブー）

2016年
- 機動戦士ガンダムUC RE:0096（アナウンサー）
- 金田一少年の事件簿R（神小路陸の父）
- 双星の陰陽師（五百蔵鳴海）
- タイガーマスクW（2016年 - 2017年、ブラックパイソン、本間朋晃、ミラクル4 / ユニバーサルマスク）
- はんだくん（歴史教師）

2017年
- 正解するカド（プロデューサー）
- ONE PIECE エピソードオブ東の海 〜ルフィと4人の仲間の大冒険!!〜（ジョニー）

2018年
- ゲゲゲの鬼太郎（第6作）（2018年 - 2020年、犬山裕一、魔神ガンナー、門永、神宮寺、馬頭、土蜘蛛、地ほうこう、夜行さん、がんぎ小僧、わいら 他）
- ブラッククローバー（2018年 - 2020年、ヴェット）
- ONE PIECE エピソードオブ空島（ゲダツ）

2019年
- 爆釣バーハンター（オジペン）
- この音とまれ!（塚地）

2020年
- うちタマ?! 〜うちのタマ知りませんか?〜（木曽トメ吉）
- アサティール 未来の昔ばなし（2020年 - 2025年、パパ） - 2シリーズ

2021年
- ウマ娘 プリティーダービー Season 2（男性実況、父）
- エビシー修業日記（ザリガニ先輩、カメさん、スズキ選手）
- デジモンアドベンチャー:（マンボモン）
- デジモンゴーストゲーム（2021年 - 2023年、ユニモン、セーバードラモン、サングルゥモン、マンティコアモン）

2023年
- 逃走中 グレートミッション（2023年 - 2025年、ドクター ジラフ、イブン）
- レゴニンジャゴー ドラゴンライジング (ロー・ドラス)
- AIの遺電子（謝罪屋B）
- 七つの大罪 黙示録の四騎士（フードの魔術師）

2024年
- 道産子ギャルはなまらめんこい（四季大空）
- THE NEW GATE（バルクス・ハイム、シュバイド・エトラック）
- 出来損ないと呼ばれた元英雄は、実家から追放されたので好き勝手に生きることにした（パーシヴァル）
- ザ・ファブル（センパイ）

2025年
- アン・シャーリー（ステファン・アーヴィング）

### 劇場アニメ
1997年
- 劇場版 地獄先生ぬ〜べ〜 恐怖の夏休み!! 妖し海の伝説!!（ミサキ）

2000年
- 機動戦士ガンダム 特別版 I - III（オムル） - 3部作 / DVD版

2001年
- アリーテ姫（老臣）
- ONE PIECE ジャンゴのダンスカーニバル（准尉）

2007年
- ONE PIECE エピソードオブアラバスタ 砂漠の王女と海賊たち（Mr.4）

2009年
- ONE PIECE FILM STRONG WORLD

2011年
- 豆富小僧（播磨）

2015年
- ちびまる子ちゃん イタリアから来た少年（若者）

2016年
- ONE PIECE FILM GOLD

2017年
- 名探偵コナン から紅の恋歌（警備員）

2018年
- ドラゴンボール超 ブロリー（サイヤ人）　

2019年
- ONE PIECE STAMPEDE

2020年
- ジョゼと虎と魚たち

### OVA
1999年
- メルティランサー The Animation（E）

2004年
- アカネマニアックス（社長）
- 土方歳三 白の軌跡（榎本武揚）

2005年
- イリヤの空、UFOの夏（河口泰蔵）

2006年
- テニスの王子様 Original Video Animation 全国大会篇（石田銀）

2008年
- ピューと吹く!ジャガー リターン・オブ・約1年ぶり（阿部長巳）

2010年
- 機動戦士ガンダムUC（アナウンサー）

2018年
- 機動戦士ガンダム THE ORIGIN（ティアンム〈2代目〉） - 2019年に再編集作品『THE ORIGIN 前夜 赤い彗星』テレビ放送

### Webアニメ
- 幕末機関説 いろはにほへと（2006年、侍、隊員、兵士、依田、配下）
- 神羅万象〜天地神明の章〜（2014年、シリウス[56]）
- 美少女戦士セーラームーンCrystal（2014年、医者）
- スーパードラゴンボールヒーローズ プロモーションアニメ（2019年 - 2020年、大神官、筐体アナウンス）
- 聖闘士星矢: Knights of the Zodiac（2019年、トーナメント・マスター）

### ゲーム
1997年
- シャイニング・フォースIII シナリオ1 - 3（1997年 - 1998年、ダンタレス、ジャスティス、ハガネ、ムラサメ） - 3作品
- ラングリッサーIV（クルーガー将軍）

1998年
- 星の丘学園物語 学園祭（佐々木剣次、神田豪之助）
- メタルギアソリッド（ゲノム兵A）
- ラングリッサーV 〜The End of Legend〜（クエイド侯爵）

1999年
- エレメンタルアーツ
- 学園戦隊ソルブラスト（四戸リョージ）
- グローランサー（マクスウェル）
- ゲッターロボ大決戦!（車弁慶）
- 聖少女艦隊バージンフリート（白兵王）
- 奏（騒）楽都市OSAKA（平野二蔵）
- デバイスレイン（ウィル・ウォルターズ）
- Harlem Beat（尾崎浩介）
- ファーランドオデッセイ 伝説を継ぐ者（アーク）

2000年
- テイルズ オブ エターニア（ヒアデス、ヴォルト）

2001年
- スーパーロボット大戦α外伝（ミラン・レックス）
- From TV animation ONE PIECE とびだせ海賊団!（ジョニー）

2002年
- 機動新撰組 萌えよ剣（テベト）
- 三國志戦記（孫権）
- スター・ウォーズ ローグ スコードロン II（ビッグス・ダークライター）
- From TV animation ONE PIECE グランドバトル!2（Mr.4、Mr.5）

2003年
- 仮面ライダー 正義の系譜（ゾル大佐、仮面ライダーギルス）
- 三國志戦記2（孫権、趙雲）
- スター・ウォーズ ローグ スコードロン III（サークリィ）
- テネレッツァ（エレキ）
- ONE PIECE グランドバトル! 3（ゲダツ）

2004年
- 決戦III（丹羽長秀、岩成友通）
- BLACK/MATRIX OO（クレイス・ラディオン）
- ロックマンX コマンドミッション（シャドウ、エール、マッハジェントラー）
- ONE PIECE ランドランド!（ゲダツ、Mr.5）

2005年
- ソウルキャリバーIII（カスタムキャラクター・壮年）
- ONE PIECE グラバト! RUSH（ジョニー、Mr.4）
- ONE PIECE パイレーツカーニバル（Mr.4）

2006年
- エーデルワイス（ダイゴ）
- スパルタン 〜古代ギリシャ英雄伝〜（クラッスス）
- 戦国無双2（直江兼続、モブ）
- 戦国無双2 Empires（直江兼続）

2007年
- 戦国無双2 猛将伝（直江兼続、モブ）
- 戦国無双KATANA（直江兼続）
- ドラゴンシャドウスペル（ガウェイン・グランドハート）
- 無双OROCHI（直江兼続、モブ）
- 遊☆戯☆王デュエルモンスターズGX タッグフォース2（プロフェッサー・コブラ）

2008年
- スーパーロボット大戦Z（ミラン・レックス、ババ）
- 無双OROCHI 魔王再臨（直江兼続）
- メタルギアソリッド4（ゲノム兵）
- 遊☆戯☆王デュエルモンスターズGX タッグフォース3（プロフェッサー・コブラ）
- ユグドラ・ユニオン（オルテガ）
- ラスト・エスコート2 〜深夜の甘い棘〜（ヒロシ）

2009年
- 戦国無双3（直江兼続、黒田官兵衛）
- ソウルキャリバー Broken Destiny（オリジナルキャラクター）
- FRAGILE 〜さよなら月の廃墟〜
- 無双OROCHI Z（直江兼続）
- 龍が如く3
- レイジングストーム

2010年
- 北斗無双（ジュウザ）
- ONE PIECE ワンピーベリーマッチW（ヴァン・オーガー）

2011年
- 籠の中のアリシス（ジェラルド）
- 戦国無双3 猛将伝（直江兼続、黒田官兵衛）
- 戦国無双3 Z（直江兼続、黒田官兵衛）
- 戦国無双3 Empires（直江兼続、黒田官兵衛）
- 戦国無双 Chronicle（直江兼続、黒田官兵衛）
- TROY無双（メネラオス）
- 無双OROCHI 2（直江兼続、黒田官兵衛）

2012年
- 英雄伝説 零の軌跡 Evolution（ミシェル）
- シャイニング・ブレイド（ファンロン）
- 真・三國無双 VS（直江兼続）
- 新・光神話 パルテナの鏡（ヒュードラー）
- 真・北斗無双（ジュウザ、ジャッカル）
- 戦国無双 Chronicle 2nd（直江兼続、黒田官兵衛）
- 龍が如く5 夢、叶えし者（堀江博）
- ワンピース 海賊無双（2012年 - 2020年、ジャブラ、ビスタ 他） - 4作品
- ワンピース ROMANCE DAWN 冒険の夜明け（Mr.4、ジャブラ）
- ONE PIECE ワンピーベリーマッチIC（ジャブラ）

2013年
- カオス ヒーローズ オンライン（ミュータント、ザイロス）
- STORM LOVER 2nd
- テイルズ オブ ハーツ R
- 討鬼伝（大和）
- HEROES' VS（カイザーベリアル）

2014年
- 英雄伝説 碧の軌跡 Evolution（ミシェル）
- シャイニング・レゾナンス（グングニル）
- スーパーヒーロージェネレーション（ヒルカメレオン）
- 戦国無双4（直江兼続、黒田官兵衛）
- 討鬼伝 極（大和）

2015年
- 戦国無双4 Empires（直江兼続、黒田官兵衛）
- 第3次スーパーロボット大戦Z 天獄篇（ダバラーン・タウ）
- デジモンストーリー サイバースルゥース（マグナモン）

2016年
- League of Legends（ウディア）

2017年
- スーパードラゴンボールヒーローズ（2017年 - 、大神官）
- ゼノブレイド2

2018年
- 戦場のヴァルキュリア4（セルジオ・マスキュラー）
- 無双OROCHI 3（直江兼続、黒田官兵衛）
- ブラッククローバー カルテットナイツ（ヴェット）

2019年
- スーパードラゴンボールヒーローズ ワールドミッション（大神官）
- ガンダムネットワーク大戦（ティアンム）

2020年
- 真・北斗無双 アプリ版（ジャッカル）

2021年
- 戦国無双5（黒田官兵衛）

2022年
- サンクタス戦記-GYEE-（サントス）

2023年
- ONE PIECE ODYSSEY
- モンスターストライク（龐煖）

2024年
- ドラゴンボール Sparking! ZERO（大神官）

### ドラマCD
- アイリス・ゼロ（真田賢一）
- さらい屋 五葉 ドラマCD（梅造）
- GファンタジーコミックCDコレクション ファイアーエムブレム暗黒竜と光の剣（兵士2）
- 戦国無双 百花響演/光華繚演/閃・烈歌奥義/飛・翔歌奥義（直江兼続[75]、黒田官兵衛）
- テイルズ オブ エターニア（ヒアデス、ノリス・エルステッド）
- テニスの王子様 シリーズ
  - THE BEST OF RIVAL PLAYERS XXXVI Oxidized Silver -いぶし銀-（石田銀）
  - 色褪せないあの空へ（STONES）
- ブラックマトリクス ダブルオー〜慟哭の爪痕〜（クレイス・ラディオン）
- ドラマCD 八雲立つ 新音盤物語（芸能プロ社長、首長A、須佐の民C）

### 吹き替え
- エレメンタリー2 ホームズ&ワトソン in NY #15
- 刑事ヴァランダー3 白夜の戦慄
- パワーレンジャー・イン・スペース（ジャカラック）
- ボードウォーク・エンパイア2 欲望の街
- わんワンロード 全米横断5500キロの旅（タッカー）※旧ソフト版

### 特撮
- 救急戦隊ゴーゴーファイブ（ハガクレンの声）
- 仮面ライダーオーズ/OOO 超バトルDVD クイズとダンスとタカガルバ（バイソンヤミーの声、シャチパンダヤミーの声）

### ラジオ
- テニスの王子様 オン・ザ・レイディオ（マンスリーパーソナリティーのため、いつやるかなどは決まっていない）
- 小野坂昌也・竹本英史のネオロマ&無双 第6回放送ゲスト出演
- 集まれ昌鹿野編集部放送開始5周年生放送ドッキリゲスト 松風雅也と共に「ダブルまさや」として登場（ラジオ関西、Ustream：2011年3月27日）

### ラジオドラマ
- VOMIC 孤高の人（大西政雄）
- 花の慶次（石田三成）

### 実写
- テニプリフェスタ2009
- テニプリフェスタ2011 in 武道館
- テニプリフェスタ2013

### ナレーション
- スポーツうるぐす
- FNS地球特捜隊ダイバスター
- FNNスーパーニュースWEEKEND（フジテレビ系、ニュース・特集のナレーション）
- もらえるテレビ!
- 料理の怪人
- おじゃマップ
- おはスタ（サナキング）
- 激ウマなのは当たり前! 無理してでも食べたい最強ラーメン（テレビ東京）
- にっぽん百名山（NHK BSプレミアム）

### アナウンス
駅自動放送
- 北海道旅客鉄道（JR北海道） - 北海道新幹線総合システム(CYGNUS)導入駅（クリス・ウェルズとペア）[要出典]
- 東海旅客鉄道（JR東海） - 名古屋圏運行管理システム(NOA)詳細放送導入駅（名古屋駅・中央線以外の名古屋地区で使用）[要出典]
- 西日本鉄道（西鉄） - 主要駅D型放送導入駅（福岡〈天神〉・薬院・大橋・春日原・二日市・筑紫・久留米・柳川・大牟田）[要出典]
- 東葉高速鉄道[要出典]

### その他コンテンツ
- バンダイ『ドラマチックサウンド DXウルトラマンベリアル』（ウルトラマンベリアルの声）
- Rの法則「日本文学〜坊ちゃん〜」（声の出演）
- ZIP!×メアリと魔女の花 魔法の国イギリスでメアリをたどる旅（ボイスオーバー）
- 歴史秘話ヒストリア（ボイスオーバー）
- 世界が驚いたニッポン! スゴ〜イデスネ!!視察団（ボイスオーバー）
- 新美の巨人たち（声の出演）
- H&S ジャパン ショートアニメ CM "フケから救出大作戦"（タカシ役）